# Первое правительство Радована Вишковича
Правительство Радована Вишковича (серб. Влада Радована Вишковића, босн. и хорв. Vlada Radovana Viškovića) было сформировано 18 декабря 2018 года. Оно стало шестнадцатым по счёту правительством Республики Сербской и пришло на смену Второму кабинету министров Жельки Цвиянович. Голосование по предложенным кандидатурам проходило среди депутатов десятого созыва Народной скупщины Республики Сербской. При голосовании в Народной скупщине 54 депутата поддержали кандидатуру Радована Вишковича на пост главы правительства, девять проголосовали против, а четыре воздержались. За предложенный Вишковичем состав кабинета министров проголосовали 54 депутата, 13 высказались против, а два — воздержались.
До избрания главой Правительства Вишкович был депутатом в Народной скупщине РС. Ряд министров из прошлого состава Правительства сохранили свои посты: Драган Лукач (Министерство внутренних дел), Антон Касипович (Министерство юстиции), Лейла Решич (Министерство управления и местного самоуправления), Златан Клокич (Министерство европейской интеграции и международного сотрудничества), Неджо Трнинич (Министерство связи и транспорта), Сребренка Голич (Министерство пространственного планирования, строительства и экологии), Петар Джокич (Министерство энергетики и горного дела). Другие министерства получили новых руководителей.
Правительство Республики Сербской является главным органом исполнительной власти Республики Сербской — составной части (энтитета) Боснии и Герцеговины. Его полномочия установлены Конституцией РС и рядом законов. В частности, оно предлагает на рассмотрение Народной скупщине законы, предлагает план развития Республики и проект бюджета, следит за реализацией и исполнением законов, организовывает деятельность министерств и т. д. Кроме того, именно Правительство принимает решение о создании представительств РС в странах мира.
Состав правительства образует Народная скупщина с учётом национальных квот: министрами должны быть 8 сербов, 5 бошняков и 3 хорвата. Глава правительства и два его заместителя должны представлять все три конституционных народа республики.

## Легенда
В списке представлены члены кабинета министров Радована Вишковича.
Таблица:
- ФИО — имя министра на русском и сербском языках;
- Должность — название занимаемой должности на русском и сербском языках;
- Дата вступления в должность — дата, когда министр приступил к исполнению обязанностей;
- Национальность — этническая принадлежность министра;
- Партийная принадлежность — членом какой партии является министр (название партии на русском и сербском языках);
- И. — ссылки на источники.

Сортировка может проводиться по любому из выбранных столбцов таблиц.

## Состав Правительства
| ФИО                                            | Должность | Дата вступления в должность | Национальность             | Партийная принадлежность                                                                    | И.                         |                            |
| Председатель Правительства                     | Председатель Правительства | Председатель Правительства  | Председатель Правительства | Председатель Правительства                                                                  | Председатель Правительства | Председатель Правительства |
| ---------------------------------------------- | --- | --------------------------- | -------------------------- | ------------------------------------------------------------------------------------------- | -------------------------- | -------------------------- |
| Радован Вишкович серб. Радован Вишковић        | Председатель Правительства серб. Предсједник Владе Републике Српске                                                              | 18 декабря 2018             | Серб                       | Союз независимых социал-демократов                                                          | [ 1 ] [ 3 ] [ 4 ]          |                            |
| Министры                                       | |                             |                            |                                                                                             |                            |                            |
| Драган Лукач серб. Драган Лукач                | Министр внутренних дел серб. Министар унутрашњих послова                                                                         | 18 декабря 2018             | Серб                       | Союз независимых социал-демократов                                                          | [ 1 ] [ 3 ] [ 7 ]          |                            |
| Антон Касипович хорв. Anton Kasipović          | Министр юстиции серб. Министар правде                                                                                            | 18 декабря 2018             | Хорват                     | Союз независимых социал-демократов                                                          | [ 1 ] [ 3 ] [ 8 ]          |                            |
| Зора Видович серб. Зора Видовић                | Министр финансов серб. Министар финансија                                                                                        | 18 декабря 2018             | Сербка                     | Союз независимых социал-демократов                                                          | [ 1 ] [ 3 ] [ 9 ]          |                            |
| Сребренка Голич босн. Srebrenka Golić          | Министр пространственного планирования, строительства и экологии серб. Министар за просторно уређење, грађевинарство и екологију | 18 декабря 2018             | Бошнячка                   | Союз независимых социал-демократов                                                          | [ 1 ] [ 3 ] [ 10 ]         |                            |
| Борис Пашалич серб. Борис Пашалић              | Министр сельского хозяйства, лесных и водных ресурсов серб. Министар пољопривреде, шумарства и водопривреде                      | 18 декабря 2018             | Серб                       | Союз независимых социал-демократов                                                          | [ 1 ] [ 3 ] [ 11 ]         |                            |
| Златан Клокич босн. Zlatan Klokić              | Министр европейской интеграции и международного сотрудничества серб. Министар за европске интеграције и међународну сарадњу      | 18 декабря 2018             | Бошняк                     | Союз независимых социал-демократов                                                          | [ 1 ] [ 3 ] [ 12 ]         |                            |
| Срджан Райчевич серб. Срђан Рајчевић           | Министр науки и технологий серб. Министар за научнотехнолошки развој, високо образовање и информационо друштво                   | 18 декабря 2018             | Серб                       | Союз независимых социал-демократов                                                          | [ 1 ] [ 3 ] [ 13 ]         |                            |
| Ален Шеранич босн. Alen Šeranić                | Министр здравоохранения и социальной защиты серб. Министар здравља и социјалне заштите                                           | 18 декабря 2018             | Бошняк                     | Союз независимых социал-демократов                                                          | [ 1 ] [ 3 ] [ 14 ]         |                            |
| Петар Джокич серб. Петар Ђокић                 | Министр энергетики и горного дела серб. Министар енергетике и рударства                                                          | 18 декабря 2018             | Серб                       | Социалистическая партия                                                                     | [ 1 ] [ 3 ] [ 15 ]         |                            |
| Соня Давидович босн. Sonja Davidović           | Министр семейной и молодёжной политики и спорта серб. Министар породице, омладине и спорта                                       | 18 декабря 2018             | Бошнячка                   | Социалистическая партия (до марта 2020) Социалистическая партия Сербской (после марта 2020) | [ 1 ] [ 3 ] [ 16 ]         |                            |
| Душко Милунович серб. Душко Милуновић          | Министр труда и защиты ветеранов и инвалидов серб. Министар рада и борачко-инвалидске заштите                                    | 18 декабря 2018             | Серб                       | Социалистическая партия                                                                     | [ 1 ] [ 3 ] [ 17 ]         |                            |
| Неджо Трнинич серб. Неђо Трнинић               | Министр транспорта и связи серб. Министар саобраћаја и веза                                                                      | 18 декабря 2018             | Серб                       | Демократический народный союз                                                               | [ 1 ] [ 3 ] [ 18 ]         |                            |
| Лейла Решич босн. Lejla Rešić                  | Министр управления и местного самоуправления серб. Министар управе и локалне самоуправе                                          | 18 декабря 2018             | Бошнячка                   | Демократический народный союз                                                               | [ 1 ] [ 3 ] [ 19 ]         |                            |
| Драгица Ковач хорв. Dragica Kovač              | Министр торговли и туризма серб. Министар трговине и туризма                                                                     | 18 декабря 2018             | Хорватка                   | Демократический союз                                                                        | [ 1 ] [ 3 ] [ 20 ]         |                            |
| Наталия Тривич серб. Наталија Тривић           | Министр просвещения и культуры серб. Министар просвјете и културе                                                                | 18 декабря 2018             | Сербка                     | Объединённая Сербская                                                                       | [ 1 ] [ 3 ] [ 21 ]         |                            |
| Векослав Петричевич хорв. Vjekoslav Petrićević | Министр экономики и предпринимательства серб. Министар привреде и предузетништва                                                 | 18 декабря 2018             | Хорват                     | Народное демократическое движение                                                           | [ 1 ] [ 3 ] [ 22 ]         |                            |

Состав правительства Радована Вишковича
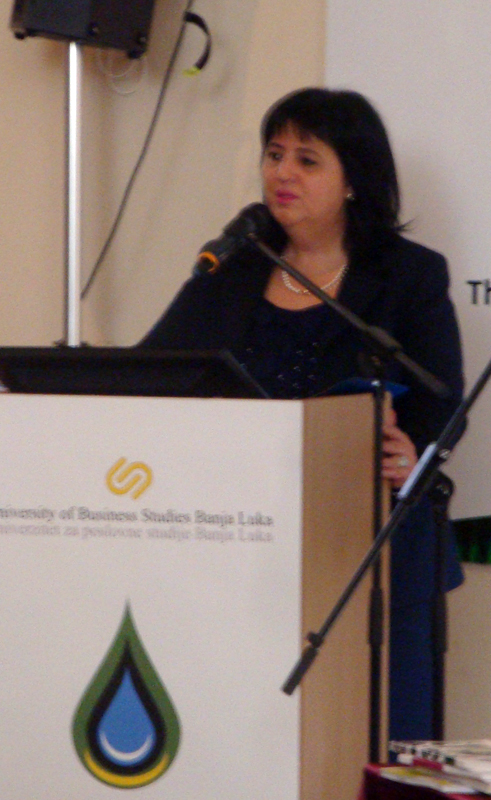
Сребренка Голич, министр пространственного планирования, строительства и экологии
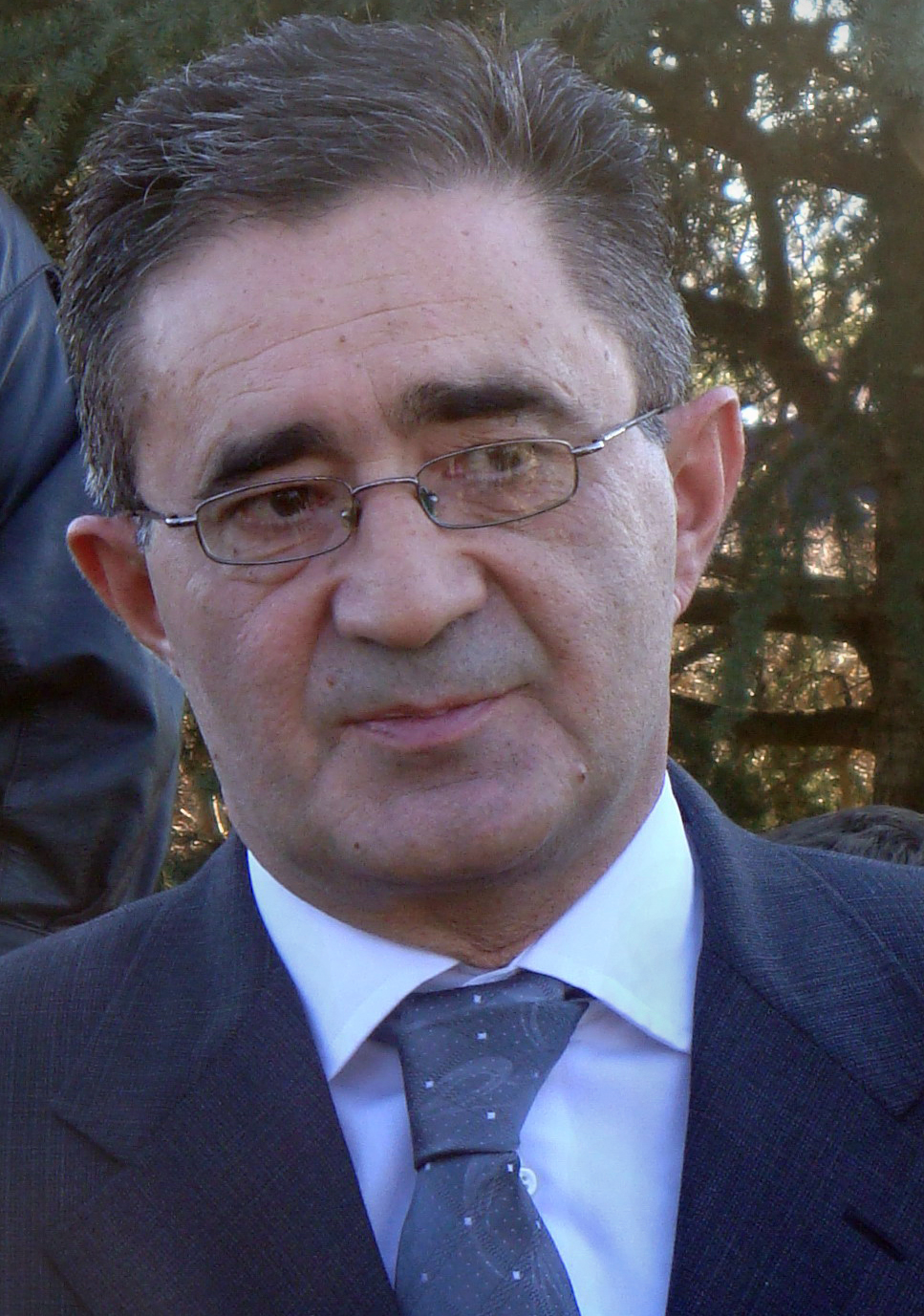
Антон Касипович, министр юстиции